# Burnt Oak (métro de Londres)
Burnt Oak (en anglais : Burnt Oak tube station ou Burnt Oak Underground Station), est une station de la Northern line, branche Edgware, du métro de Londres, en zone 4. Elle est située sur la Watling Avenue, à Burnt Oak (en) dans la localité de Edgware, sur le territoire du borough londonien de Barnet.

## Situation sur le réseau
La station Burnt Oak, sur la branche d'Edgware, de la ligne Northern du métro de Londres est située entre la station terminus nord d'Edgware et la station Colindale en direction du terminus sud Morden. Elle dispose des deux voies de la ligne qui encadrent un quai central numéroté 1 et 2.

Plans de la ligne, du métro et des transports à Londres
Ligne Northern.
Métro.
Réseaux de Londres.

## Histoire
La station Burnt Oak est mise en service le 27 octobre 1924 sur la ligne Northern.

## Services aux voyageurs

### Accès et accueil
L'entrée principale de la station est située sur la Watling Avenue, à Burnt Oak (en) dans la localité de Edgware.

### Desserte
La station Burnt Oak est desservie par les rames de la ligne Northern du métro de Londres circulant sur la relation Edgware - Morden.

Installations et desserte
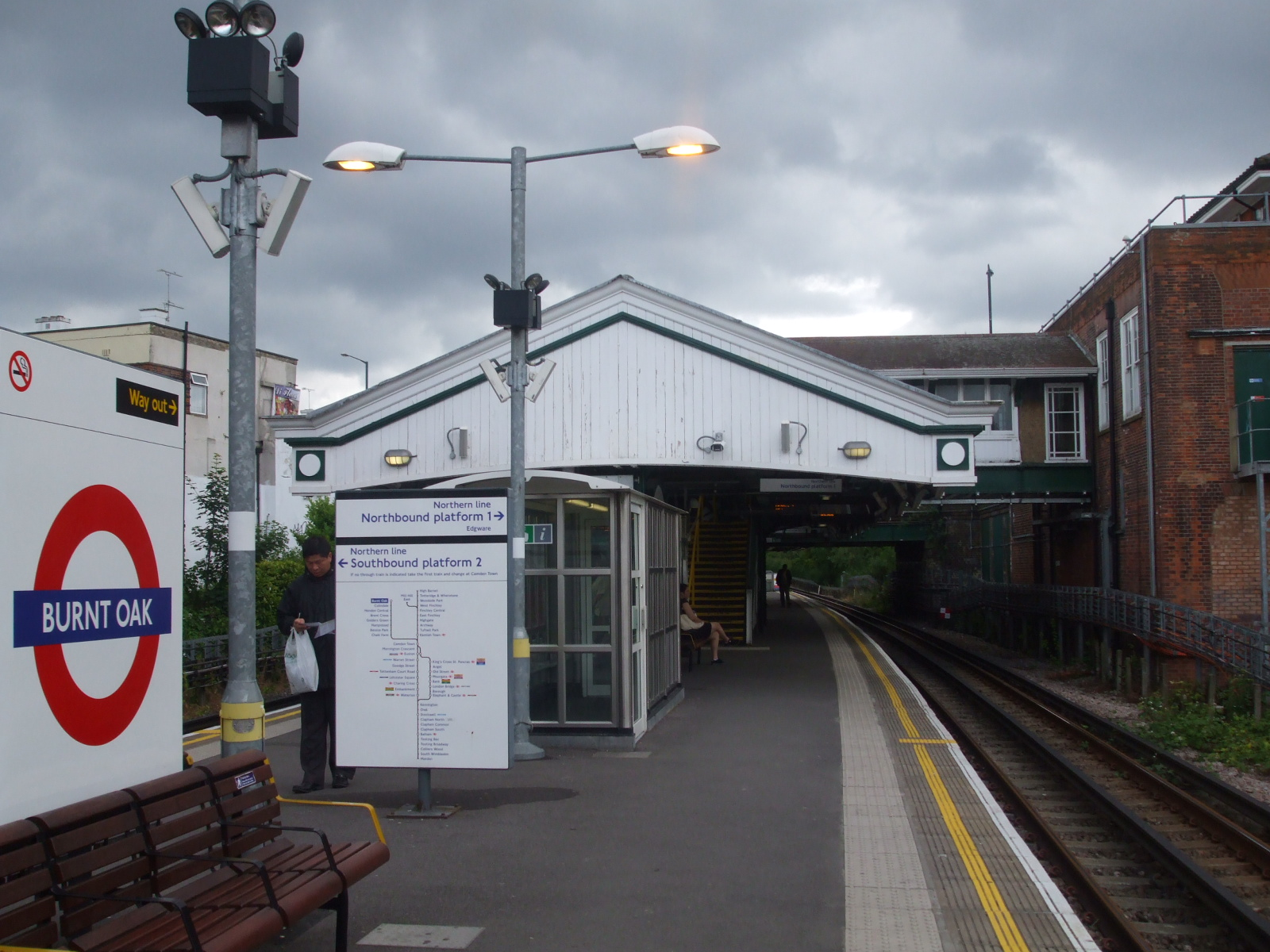
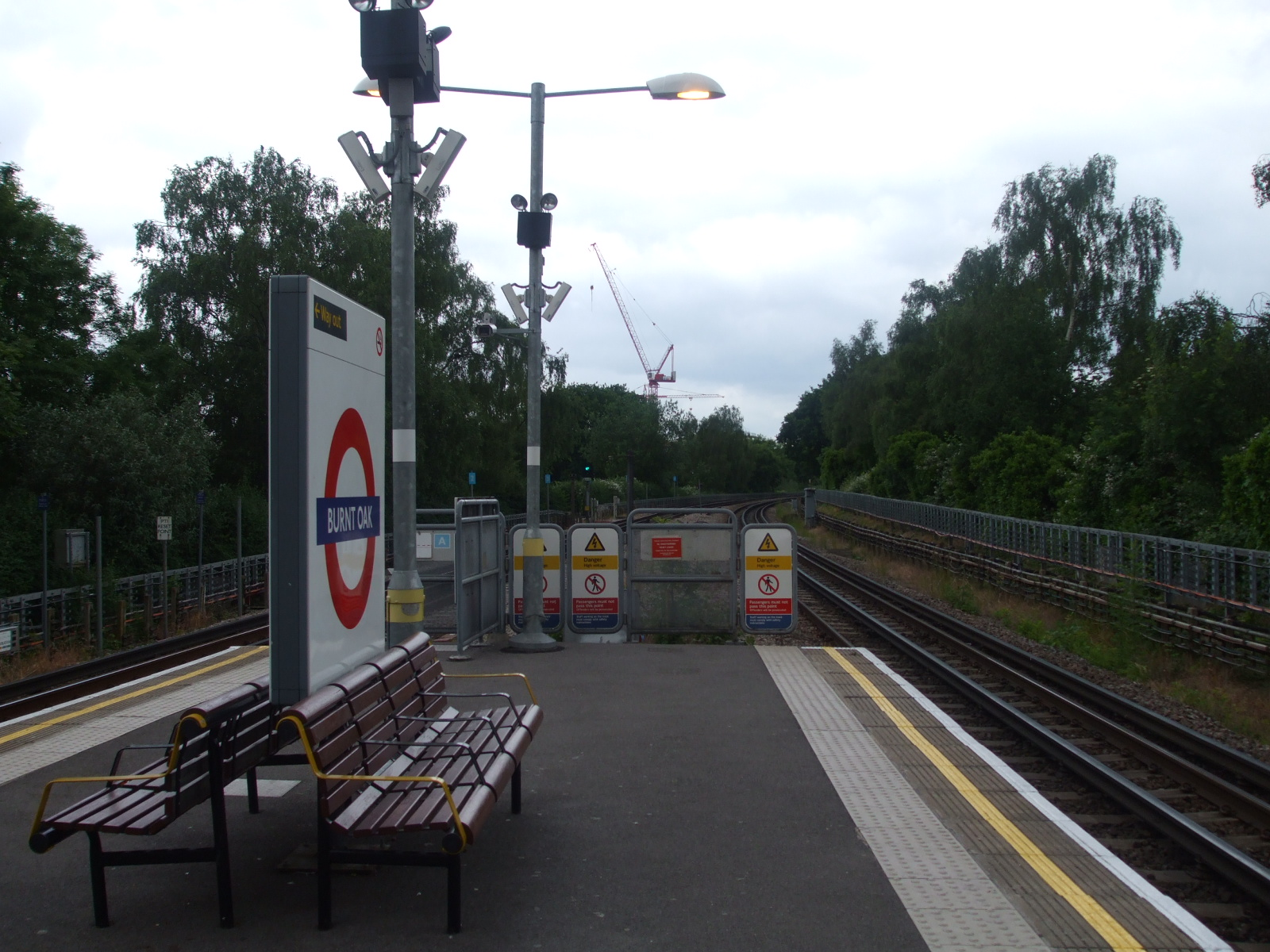
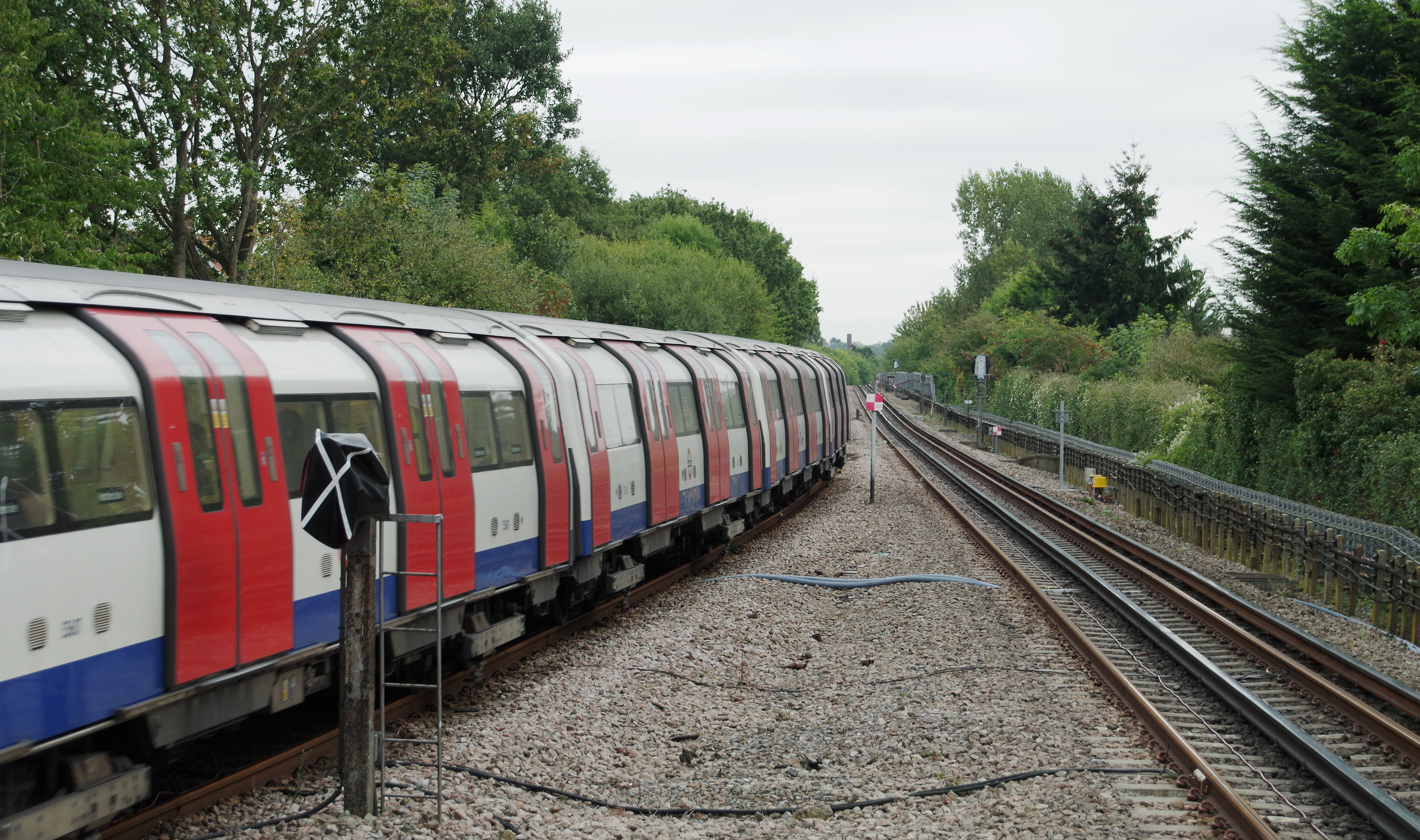

### Intermodalité
Elle est desservie par des autobus de Londres des lignes 114, 204, 251, 302, 605 et N5.

## À proximité
- Burnt Oak (en) (quartier)
- Edgware (localité)